# 君だけに愛を (テレビドラマ)
『君だけに愛を Love Forever』（きみだけにあいを）は、日本テレビ系列で1991年1月12日 - 3月23日にかけて「土曜グランド劇場」枠で放送されたテレビドラマ。

## ストーリー
徹は恋人の真実子から怪我をしたと連絡を受けて迎えに行く途中、交通人身事故を起こしてしまい、男性を死亡させ、その妹・梢を失明させてしまう。免許停止中に加えてスピード違反でもあったため、免許は取り消し、即座に交通刑務所へと送られた。
徹の出所後、真実子は徹との付き合いを反対され、見合いをさせられるが、徹への想いを断ち切れず家を飛び出したため、両親からは勘当された。二人は徹の実家に住み、弁当屋の手伝いをするようになる。
徹が失明させた梢は道端で偶然徹にぶつかり、自宅に案内するが、梢の母・益代からは息子を奪い娘に障害を負わせた男として「一生許さない」と追い出される。徹は友人の銑太郎の名を名乗り、梢の病院通いに付き添うようになる。梢は徹を自分に障害を負わせた人間と知りつつ好きになってしまうものの、これを知った益代が徹の排除を企て、数々の妨害工作を仕掛けていく。
その後、徹は自身が腎臓がんに侵され、余命半年ということが分かり、梢に角膜を提供することを決意する。紆余曲折の果てに真実子との間に子を授かるが、その子どもの顔を見ることなく徹は無念の死を遂げた。
出産後、真実子は徹の遺書を見つける。そこには「また出逢える日を楽しみにしている。その日まで、君だけに愛を……」というメッセージが遺されていたのだった。
作品はメロドラマ。徹の主治医役の細川俊之がナレーションを兼任。細川の独特な語りがストーリーをも引き立てた。放送終了後から数年後によみうりテレビで一度再放送された以外は、再放送や、VHS・DVDのソフト化及びオンデマンド配信はされていない。

## キャスト
- 村上徹：野村宏伸
エリートサラリーマンだったが、交通事故を起こしたことで人生は一変。真実子との愛を貫いて紆余曲折の果てに結ばれる。
- 緒方真実子：松下由樹
重役令嬢で、世間知らずと言われている。父と病気がちの母が持って来た縁談を断ったことで勘当され、それでも徹との真実の愛に生きた。
- 椎名梢：松永麗子（本作がテレビドラマ初出演）
交通事故で角膜を損傷、失明寸前の重傷を負う。銑太郎の名を名乗って自分の前に現れた徹に恋する。
- 高坂満ちる：河合美智子
医大5年生。淑子とは遠縁の親戚同士。徹に恋している。彼の母・淑子もこれに気づいており、徹と結ばれて欲しいと願っていた。
- 村上茜：藤谷美紀
徹の妹、高校3年生。母・淑子譲りの元気娘。徹と真実子の愛が実るように、同級生の真弓、ルミと一緒にキューピット役となって応援する。
- 吉村真弓：田村英里子
同級生の茜、ルミと一緒に徹と真実子のキューピット役となって応援するロマンチスト。
- 奥田銑太郎：嶋大輔
徹の親友。大地主の息子で、喫茶店のオーナーをしている。彼も徹と真実子のキューピット役となる。
- 村上香：清水ひとみ
徹の義姉。挙式を控えていたが、徹が事故を起こしたことで破談にされる。徹の事で会社を辞めさせられ、ホステスに身を落としたものあり、徹に激しい憎悪を抱く。
- 吉村清次：長塚京三
「むらかみ」の板長。真弓の父。“無法松”調に淑子を慕っている。
- 梶間医師：細川俊之（ナレーションも担当）
- 椎名益代：香山美子
梢の母。もう一人、孝という息子がいたが、徹が起こした交通事故で失う。徹のことが絶対許せないと思い、様々な嫌がらせをする。
- 緒方剛三：高橋悦史
真実子の父。東都物産の専務で、徹の上司だった。娘の幸せを願うあまり、徹をブラジルへ飛ばそうと画策する。
- 武田真治
- 樋口京助：湯江健幸
「むらかみ」の従業員。好奇心旺盛な性格。
- ルミ：諸岡菜穂子
- 吉満涼太
- しのざき美知
- 村上淑子：池内淳子
徹と茜の母で香織の義母、男勝りな性格。仕出し屋「むらかみ」の女将。徹に代わり、家を抵当に入れて莫大な賠償金を払った。徹には満ちると結婚して欲しいと願っていただけに真実子との結婚には反対している。

(出典：）

## 主題歌
- 「よりかかってOnly You」（作詞：戸沢暢美、作曲・編曲・歌：渡辺信平、バップ）

## スタッフ
- 脚本:宮村優子
- 音楽:馬飼野康二
- プロデューサー:平林邦介、細野英延、宮崎洋
- 演出:細野英延、五木田亮一
- 技術:原田伸夫
- 撮影:片野憲司
- 照明:秋長稔
- 演出補:萩原孝昭
- プロデューサー補:長沼誠
- 技術協力:NTV映像センター、生田スタジオ
- 製作･著作:日本テレビ

## サブタイトル
| 話数 | 放送日         | サブタイトル       | 演出       |
| ---- | -------------- | ------------------ | ---------- |
| 1    | 1991年 1月12日 | 愛とは後悔しない事 | 細野英延   |
| 2    | 1月19日        | 愛は奪うもの       | 細野英延   |
| 3    | 1月26日        | 愛の誓い           | 細野英延   |
| 4    | 2月2日         | 愛の誤解           | 五木田亮一 |
| 5    | 2月9日         | 愛は耐えること     | 五木田亮一 |
| 6    | 2月16日        | 愛の戦い           | 細野英延   |
| 7    | 2月23日        | 君と結婚できない   | 細野英延   |
| 8    | 3月2日         | 半年の命を二人で   | 五木田亮一 |
| 9    | 3月9日         | 愛妻物語           | 五木田亮一 |
| 10   | 3月16日        | 涙の結婚式         | 細野英延   |
| 11   | 3月23日        | 愛の結晶           | 細野英延   |